# エドワード・クラーク・ポッター
エドワード・クラーク・ポッター（Edward Clark Potter、1857年11月26日 - 1923年6月21日）はアメリカ合衆国の彫刻家である。乗馬する人物像や動物の彫刻で知られる。ニューヨーク公共図書館本館の前にある2体のライオン像が有名で、このライオン像は大恐慌の時代のニューヨーク市長によって「忍耐(Patience)」と「不屈(Fortitude)」と呼ばれた。

## 略歴
コネチカット州のニューロンドンで生まれた。マサチューセッツ州、ハンプシャー郡のエンフィールドで母と姉と暮らした。母親の希望で聖職者になる訓練を受け、イーストハンプトンの神学校で4年間、学んだ。1882年にアマースト大学に進んだが、1年ほどで美術に転じ、ボストン美術館の付属美術学校でフレデリック・クラウニンシールドやエミール・オットー・グルントマンから絵を学び、トルーマン・H・バートレットから彫塑も学んだ。

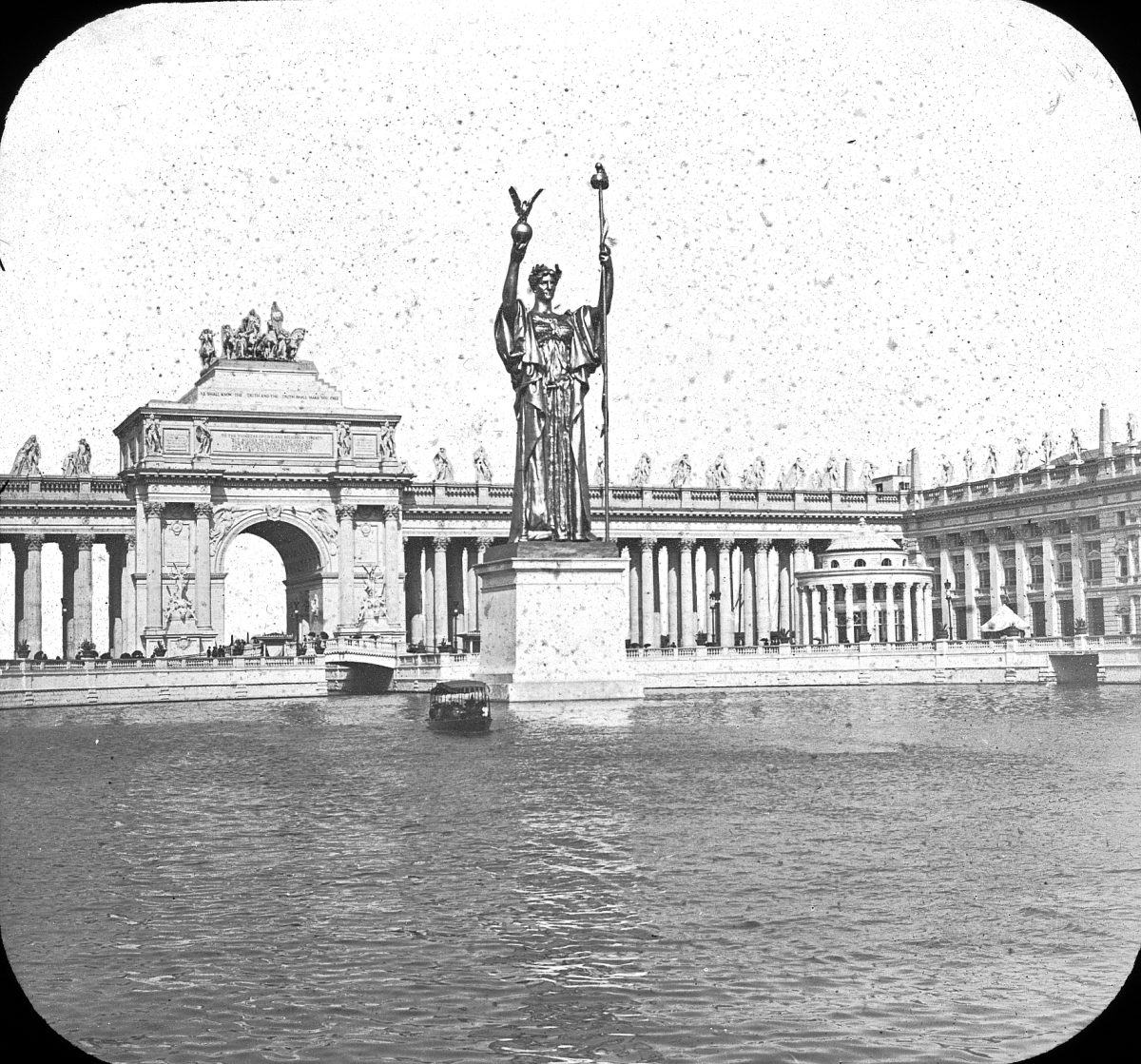
1893年シカゴ万博の展示、前方の女性像はフレンチ作、後方の建物の屋根の騎馬像がポッター作

1883年に彫刻家、ダニエル・チェスター・フレンチ(Daniel Chester French:1850-1931)の助手として働き、1887年から1889年の間はパリに渡り、アカデミー・ジュリアンでアントナン・メルシエやエマニュエル・フレミエに学んだ。この時期動物の彫刻などを製作し、パリ滞在中にサロン・ド・パリに何度か出展した。
1893年のシカゴ万国博覧会には師匠のダニエル・チェスター・フレンチと共同で、何点かの彫刻を制作したが、これらは石膏やセメント、繊維を混ぜたスタッフ(staff)という、耐久性のない材料で作られ、現在は失われた。
1893年に全米彫刻協会(National Sculpture Society)の創立会員となり、1894年にアメリカ芸術家協会(Society of American Artists)の会員となった。
有名な作品のニューヨーク公共図書館本館の前の2体のライオン像はポッターの塑像をもとにピッチリリ兄弟(Piccirilli Brothers)がテネシー産の大理石像を製作したものである。2体のライオン像はそれぞれ"Leo Astor" と"Leo Lenox"と呼ばれていたが、1930年代の世界恐慌の後、ニューヨーク市長となったフィオレロ・ラガーディアが、恐慌に対して示した市民の資質をたたえて、「忍耐(Patience)」と「不屈(Fortitude)」と改名しそれが定着した。
1902年からコネチカット州のグリニッジに住むようになり、1922年にはグリニッジに、第一次世界大戦で戦死した軍人、レイナル・C・ボーリング大佐の像を製作した。グリニッジには、アメリカの印象派の画家たちや芸術家が集まってコスコブ芸術コロニーを形成したコスコブ地区があった。1912年にグリニッジ芸術家協会を設立し、初代会長になった。
1923年にニューロンドンの別荘で死去した。

## 作品

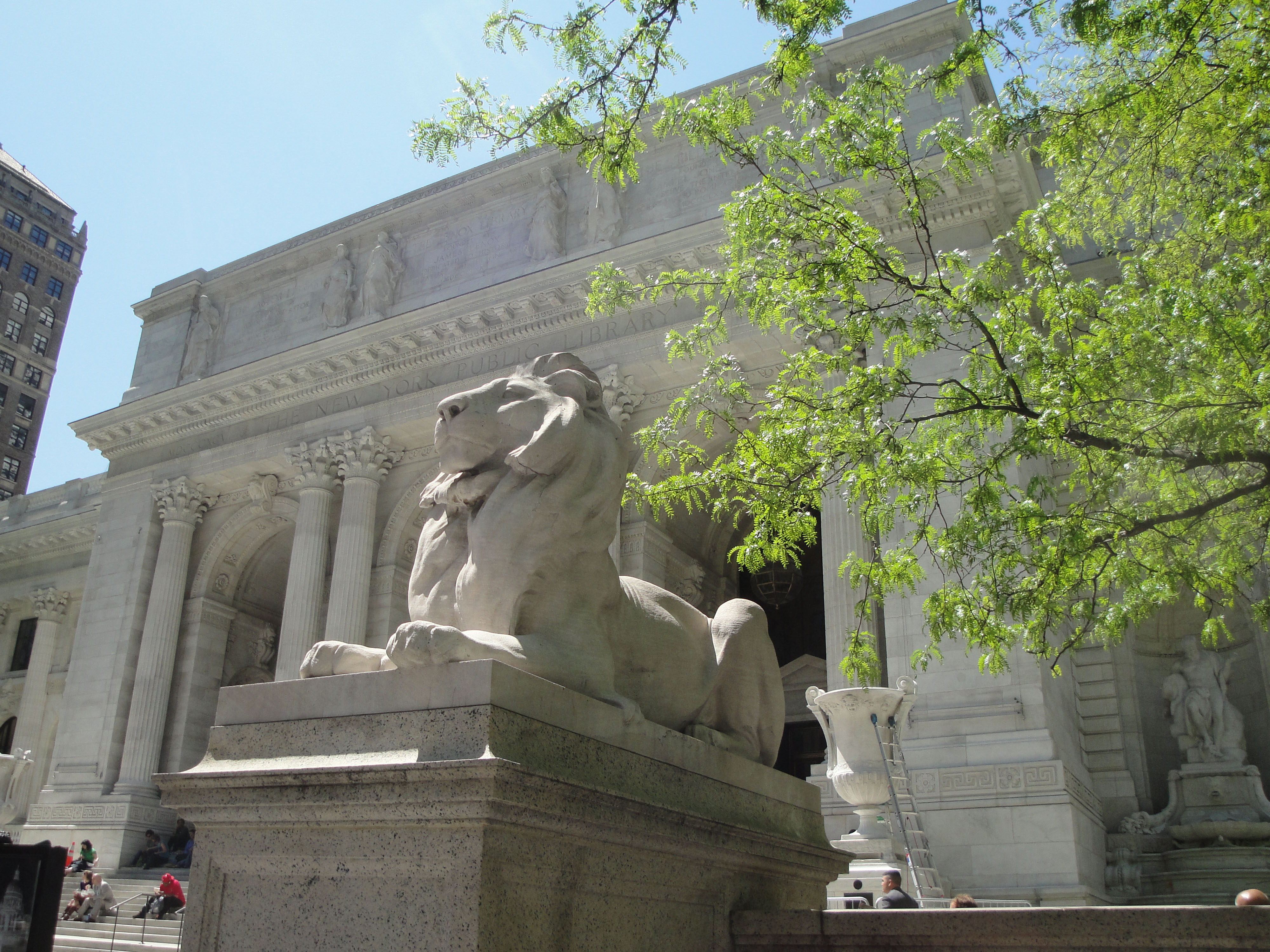
ニューヨーク公共図書館本館のライオン像
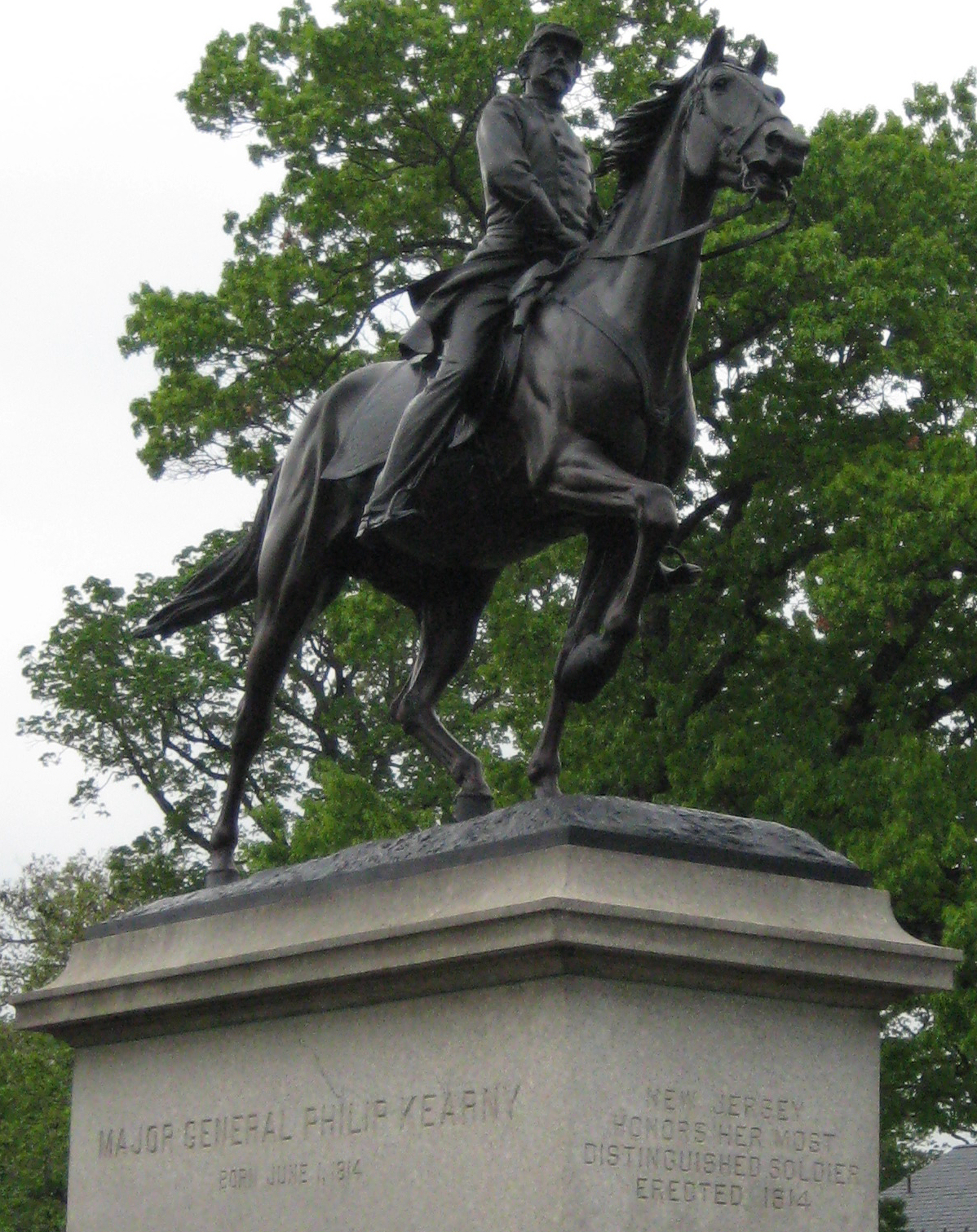
フィリップ・カーニー-南北戦争の将軍
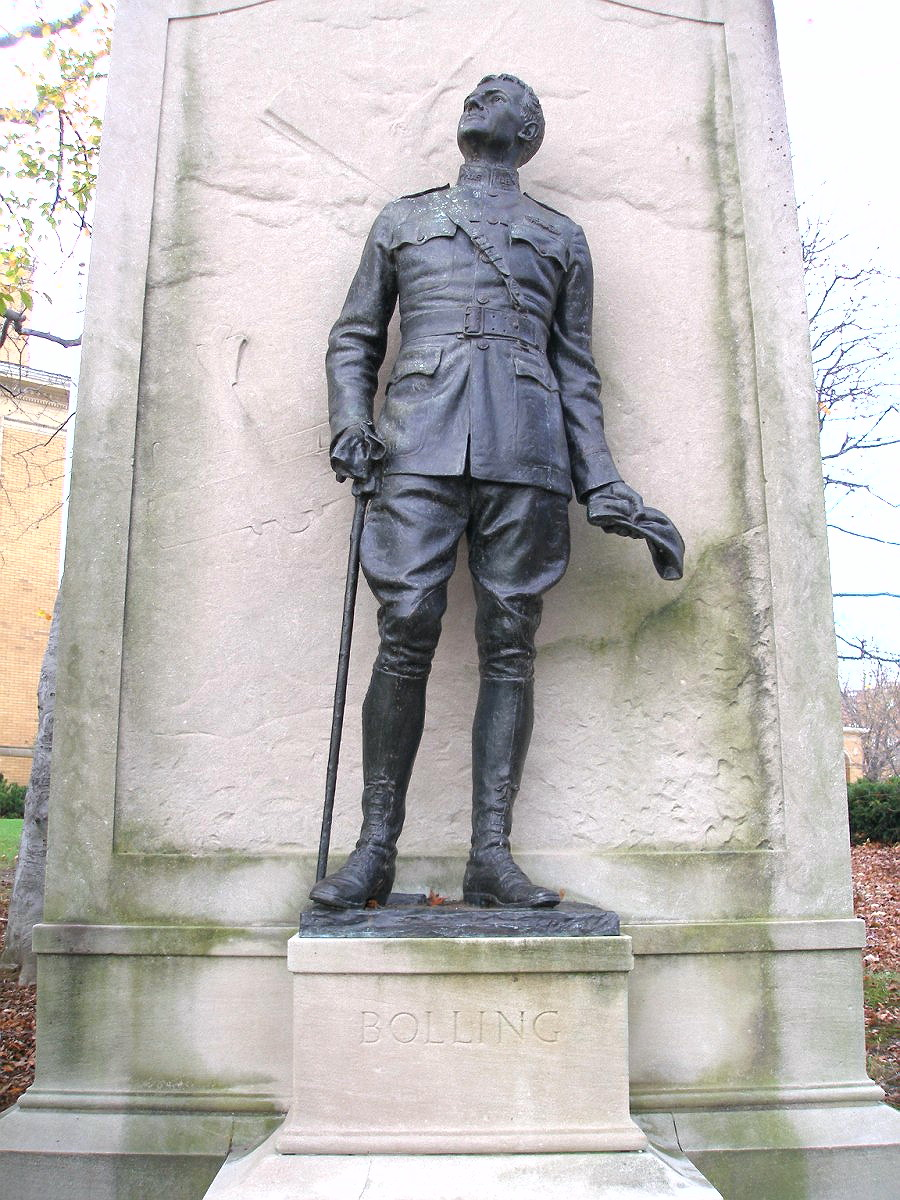
レイナル・C・ボーリング大佐の像
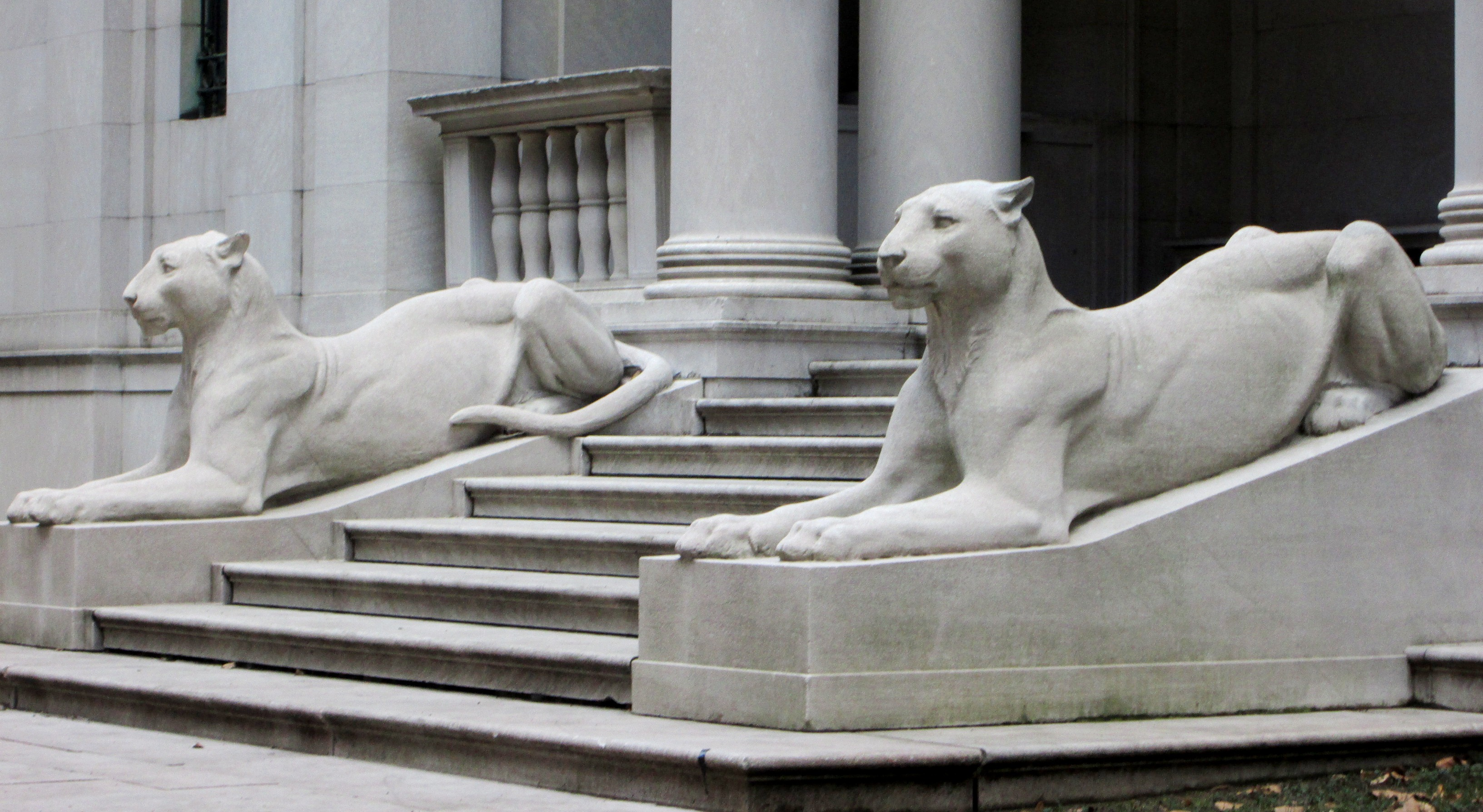
モルガン・ライブラリーの彫刻